# Kamil Soldán
Kamil Soldán je český policista, major Policie České republiky. V roce 1997 mu - tehdy podpraporčíkovi - byla prezidentem Václavem Havlem udělena medaile Za hrdinství za záchranu lidských životů při povodních v roce 1997. V roce 2013 byl zmíněn jako vrchní komisař odboru služby pořádkové policie na Krajském ředitelství policie Moravskoslezského kraje v hodnosti kapitána. Spolupracuje s katedrou bezpečnosti Fakulty bezpečnostního inženýrství Technické univerzity Ostrava.

## Ocenění
V roce 1997 udělena medaile Za hrdinství, vyznamenán za záchranu lidských životů při povodních. Povodně, které tehdy vznikly následkem intezivních srážek, postihly především Moravu, Slezsko a východní Čechy.
3. prosince 2013 udělilo představenstvo rozvodné společnosti ČEPS dvacet medailí „Za zásluhy o bezpečnost“ jako výraz uznání mimořádného přínosu a dlouhodobé příkladné spolupráce při ochraně elektroenergetické přenosové soustavy. Jedním z dvaceti oceněných byl kpt. Ing. Kamil Soldán, tehdy vrchní komisař odboru služby pořádkové policie na Krajském ředitelství policie Moravskoslezského kraje. Konkrétní zásluhy nebyly v tiskové zprávě uvedeny.

## Akademická činnost
V roce 2013 napsal disertační práci s názvem Přenos obrazových a ústních informací do řídícího štábu při likvidaci mimořádných událostí v podmínkách Policie ČR. Práce měla za cíl stanovit měřením kvalitu přenosu obrazových informací za podmínek, které mohou nastat při likvidaci mimořádných událostí.
Spolupracuje s katedrou bezpečnosti Fakulty bezpečnostního inženýrství Technické univerzity Ostrava například jako vedoucí kvalifikačních prací.